# Septimij Sever
Septimij Sever (latinsko: Lucius Septimius Severus Augustus), poznan tudi kot Sever, cesar Rimskega cesarstva od leta 193-211, * 11. april 145, Leptis Magna, Prokonzularna Afrika, 4. februar 211, Eboracum (York), Britanija.
Kot mladenič je pod cesarjema Markom Avrelijem in Komodom opravljal različne službe. Na oblast je prišel po smrti cesarja Pertinaksa leta 193, v "letu petih cesarjev". Po odstavitvi in umoru  vršilca dolžnosti cesarja Didija Julijana se je Sever spopadel s svojima rivaloma, generaloma Pescenijem Nigrom in Klodijem Albinom. Nigra je porazil leta 193 v bitki pri Kiziku in bitki pri Nikeji ter leta 194 v bitki pri Isu v Rimski Kilikiji. Kasneje istega leta se je odpravil na kratek vojni pohod preko vzhodne meje, osvojil kraljestvo Osroena in ga kot novo provinco priključil Rimskemu cesarstvu. Tri leta kasneje je v bitki pri Lugdunu (Lyon) v Galiji porazil še Klodija Albina.
Po utrditvi oblasti v zahodnih provincah je sprožil hitro in še uspešnejšo vojno na vzhodu proti Partskemu cesarstvu. Leta 197 je osvojil prestolnico Ktezifon in razširil vzhodno mejo cesarstva do Tigrisa. Poleg tega je podaljšal in utrdil Limes Arabicus v provinci Arabiji. Leta 202 je odšel na vojni pohod proti Garamantom v Afriko in Mavretanijo (Libijo), osvojil njihovo prestolnico Garamo in razširil Limes Tripolitanus ob južni meji cesarstva. Proti koncu svojega vladanja je odšel v Britanijo, kjer je utrdil Hadrijanov zid in  ponovno zavzel Antoninov zid. Leta 208 je začel osvajati Kaledonijo (Škotska). Osvajanje je moral prekiniti, ker je leta 210 težko zbolel in na začetku naslednjega leta je v Eboracumu umrl. Nasledila sta ga sinova Karakala in Geta. S prenosom oblasti na sinova je ustanovil Seversko dinastijo, ki je bila zadnja dinastija pred krizo tretjega stoletja. 

## Zgodnje življenje

### Družina in izobrazba
Rojen 11. aprila 145 v Leptis Magna (v današnji Libiji) kot sin Publija Septimija Gete (očeta Septimija Severja) in Fulvije Pije, Septimij Sever je izhajal iz bogate in ugledne družine viteškega (equites) ranga. Po materini strani je izhajal iz rimskih priseljencev (Fulvijev), ki so se poročili z domačini libijsko-punskega porekla. Njegov oče, Publij Septimij Geta je izhajal iz družine libijsko-punskega porekla. Sever je imel torej italsko, libijsko in punsko poreklo. Rimski zgodovinar in senator Kasij Dion ga je opisal kot "Libijca po rasi". Zaradi družinskega ozadja velja za prvega provincialnega cesarja, saj je bil prvi cesar, ki se ni le rodil v provincah, ampak tudi v provincialni družini neitalijanskega porekla. Severjev oče, neznan provincialec, ni imel pomembnega političnega statusa, imel pa je dva bratranca, Publija Septimija Aperja in Gaja Septimija Severja, ki sta bila konzula pod cesarjem Antoninom Pijem (vladal 138-161). Predniki njegove matere so se preselili iz Italije v Severno Afriko; Pripadali so |gens Fulvia, italijanski patricijanski družini, ki je izvirala iz Tusculuma.
Septimij Sever je imel dva sorojenca: starejšega brata Publija Septimija Getao in mlajšo sestra Septimijo Oktavilo. Severjev bratranec po materini strani je bila pretorijanski prefekt in konzul Gaj Fulvij Plavtijan. Septimij Sever je odraščal v Leptis Magni. Tekoče je govoril lokalni punski jezik, izobraževal pa se je tudi v atinščini in grščini, ki jo je govoril z rahlim naglasom. O izobrazbi mladega Severja je znanega malo drugega, vendar si je po besedah asija Diona fant želel več izobrazbe, kot jo je dejansko prejel. Verjetno se je Sever učil retorike: pri 17 letih je imel svoj prvi javni govor.

### Javna služba
Sever si je okoli leta 162 v Rimu prizadeval za javno kariero. Na priporočilo svojega sorodnika Gaja Septimija Severja mu je cesar Mark Avrelij (vladal161-180) dovolil vstop v senatorske vrste. Članstvo v senatorskem redu je bil predpogoj za dosego položajev znotraj cursus honorum in za vstop v rimski senat. Kljub temu se zdi, da je Severjeva kariera v 160. letih naletela na nekaj težav.
Verjetno je služil kot vigintivir v Rimu, kjer je nadzoroval vzdrževanje cest v mestu ali njegovi bližini in morda se je na sodišču pojavljal kot odvetnik. V času Marka Avrelija je bil državni tožilec (Advocatus fisci). Vendar je iz cursus honorum izpustil naziv vojaškega tribuna* in je moral odložiti svoj naziv kvestorja, dokler ni dopolnil zahtevane minimalne starosti 25 let. Da bi bilo vse skupaj še huje, je leta 166 prestolnico opustošila antoninska kuga
Ker je bila njegova kariera ustavljena, se je Sever odločil, da se začasno vrne v Leptis Magno, kjer je bilo podnebje bolj zdravo. Glede na Historia Augusta, običajno nezanesljiv vir, je bil v tem času preganjan zaradi prešuštva, vendar je bil primer na koncu ovržen. Konec leta 169 je Sever dosegel zahtevano starost za kvestorja in se je vrnil v Rim. 5. decembra je prevzel funkcijo in bil uradno vpisan v rimski senat. Med letoma 170 in 180 so njegove dejavnosti večinoma ostale nezabeležene, kljub temu da je v hitrem zaporedju zasedel impresivno število položajev. Antoninova kuga je razredčila senatorske vrste in ker je zdaj primanjkovalo sposobnih mož, je Severova kariera napredovala bolj enakomerno, kot bi sicer lahko.
Nenadna smrt njegovega očeta je zahtevala ponovno vrnitev v Leptis Magno, da bi uredil družinske zadeve. Preden je lahko zapustil Afriko, so pripadniki plemena Mavrov napadli južno Španijo. Nadzor nad provinco je bil predan cesarju, medtem ko je senat kot nadomestilo pridobil začasni nadzor nad provinco  Sardinijo in Korziko. Tako je Septimij Sever preostanek svojega drugega mandata kot kvestor preživel na otoku Sardiniji.
Leta 173 je bil Severjev bratranec Gaj Septimij Sever imenovan za prokonzula province  Prokonzularno Afriko in Severja izbral za enega od svojih dveh legati pro praetore, kar je bil višji vojaški položaj. Po koncu tega mandata se je Septimij Sever vrnil v Rim in prevzel funkcijo plebejskega tribuna, višjega zakonodajnega položaja, z odliko, da je bil cesarjev »kandidatus«.

### Poroki
Okoli leta 175 se je Septimij Sever, takrat v zgodnjih tridesetih letih, prvič poročil z Paccio Marciano, žensko iz Leptis Magne. Verjetno jo je spoznal med svojim mandatom legata pod svojim stricem. Marcianino ime nakazuje na punski ali libijski izvor, vendar o njej ni znanega nič drugega. Septimij Sever je v svoji avtobiografiji ne omenja, čeprav jo je obeležil s kipi, ko je postal cesar. Nezanesljiva Historia Augusta trdi, da sta imela Marciana in Severus dve hčerki, vendar se o njiju ni ohranilo noben drug dokaz. Zdi se, da v zakonu ni bilo preživelih otrok, čeprav je trajal več kot deset let.
Marciana je umrla zaradi naravnih vzrokov okoli leta 186. Septimij Sever, ki je bil takrat v štiridesetih letih, brez otrok in si je želel ponovno poroke, je začel raziskovati horoskope bodočih nevest. Historia Augusta pripoveduje, da je slišal za žensko v Siriji, za katero je bilo napovedano, da se bo poročila s kraljem, zato jo je Sever poiskal za ženo. Ta ženska je bila iz Emese (današnji Homs) v provinci Siriji z imenom Julija Domna. Njen oče Julij Basijan je izhajal iz arabske "dinastije Emesene" in je služil kot veliki duhovnik lokalnega kulta boga sonca Elagabala. Domnina starejša sestra Julija Maesa je postala babica bodočih cesarjev Elagabala in Aleksandra Severja.
Basijan je Severjevo poročno ponudbo sprejel v začetku leta 187 in poleti se je par poročil v Lugdunumu (današnji Lyon, Francija), katerega guverner je bil Severus. Zakon se je izkazal za srečnega in Severus je cenil Julijo in njena politična mnenja. Julija si je ustvarila »najbolj sijajen sloves« s tem, ko se je posvečala književnosti in filozofiji. Imela sta dva sinova, Luciusa Septimiusa Bassianusa (kasneje vzdevek Karakala, rojen 4. aprila 188 v Lugdunumu) in Publija Septimija Geto (rojen 7. marca 189 v Rimu).

## Vzpon na oblast
Leta 191 je po nasvetu Quintusa Aemiliusa Laetusa, prefekta pretorijanske garde, cesar Komod imenoval Severja za guvernerja Gornjo Panonijo. Približno v tem času ga klasicist Kyle Harper opiše kot »povprečnega senatorja skromne fizične postave in neizjemnih dosežkov«. Komod je bil naslednje leto umorjen. Pertinaks je bil razglašen za cesarja, vendar ga je pretorijanska garda v začetku leta 193 ubila. V odgovor na Pertinaksov umor ga je Severjeva legija XIV. Gemina 9. aprila v Carnuntumu razglasila za cesarja. Bližnje legije, kot je bila legija  X. Gemina v Vindoboni so kmalu sledile njegovemu zgledu. Ko je zbral vojsko, je Sever pohitel v Italijo. 
Pertinaksov naslednik v Rimu, Didij Julijan, je cesarstvo kupil na dražbi. Julijana je senat obsodil na smrt in ubil. Sever je brez nasprotovanja zavzel Rim. Pertinaksove morilce je usmrtil in odpustil preostanek pretorijanske garde, njene vrste pa je napolnil z zvestimi vojaki iz lastnih legij.
Legije iz proivnce Sirije je razglasila Pescenija Nigra za cesarja. Sever je hkrati menil, da je Klodiju Albinu, mogočnemu guvernerju Britanije, ki je verjetno podpiral Didija proti njemu, razumno ponuditi naziv Cezarja, kar je pomenilo določeno pravico do nasledstva. Z varnim zaledjem se je premaknil na vzhod in v zadnji odločilni bitki pri Isu (194) strl Nigerjeve sile.
Med pohodom proti Bizancu je ukazal, da se grobnica njegovega punskega kartažanskega sonarodnjaka Hanibala prekrije z finim marmorjem.
Naslednje leto je posvetil podjarmljenju Mezopotamije in drugih partskih vazalov, ki so podpirali Nigra. Nato je Sever za svojega naslednika razglasil svojega sina Karakalo, zaradi česar so Albinove čete le-tega razglasile za cesarja in nato je napadel Galijo. Po kratkem bivanju v Rimu se je Sever premaknil proti severu, da bi se z njim srečal. 19. februarja 197 je Sever v bitki pri Lugdunumu z vojsko približno 65.000 mož, večinoma sestavljeno iz panonskih, mezijskih in dakijskih legij ter velikega števila pomožnih enot premagal in ubil Klodija Albinusa ter si zagotovil popoln nadzor nad cesarstvom.
Po vrnitvi v Rim je Septim dal usmrtiti 29 senatorjev zaradi njihove podpore Albinu, kljub temu da je pred tem prisegel, da ne bo usmrtili nobenega senatorja (običajna prisega za cesarje).

## Cesar

### Vojna proti Partom
V začetku leta 197 je Sever zapustil Rim in odplul proti vzhodu. Vkrcal se je v Brindisiju in verjetno pristal v pristanišču Aegeae v Kilikiji,, nato pa je po kopnem odpotoval v Sirijo. Takoj je zbral svojo vojsko in prečkal Evfrat. Abgar IX, titularni kralj Osroene, a v bistvu le vladar Edesse v Mezopotamiji od priključitve njegovega kraljestva kot rimske province, je svoje otroke izročil kot talce in pomagal Severjevi odpravi z lokostrelci. Kralj Hosrov I. Armenski je prav tako poslal talce, denar in darila.
Sever je odpotoval v Nisibis, za katerega je njegov general Julij Laetus preprečil, da bi padel v roke Partov. Nato se je Sever vrnil v Sirijo, da bi načrtoval ambicioznejšo kampanjo. Naslednje leto je vodil še eno, uspešnejšo kampanjo proti Partskemu cesarstvu, domnevno kot povračilo za podporo, ki jo je nudilo Pesceniju Nigru. Njegove legije so izropale partsko kraljevo mesto v bitki pri Ktezifonu (198) in severno polovico Mezopotamije je priključil cesarstvu; Sever je prevzel naziv Parthicus Maximus, po zgledu Trajana. Vendar mu trdnjave Hatre ni uspelo zavzeti niti po dveh dolgih obleganjih – tako kot Trajanu, ki je to poskušal skoraj stoletje prej. Med svojim bivanjem na vzhodu pa je Sever razširil tudi Limes Arabicus in zgradil nove utrdbe v Arabski puščavi od Basie do Dumathe.

### Odnosi s senatom in ljudstvom
Severjevi odnosi s senat niso bili nikoli dobri. Že od samega začetka ni bil priljubljen med njimi, saj je oblast prevzel s pomočjo vojske in jim je vračal enako čustvo. Sever je ukazal usmrtitev velikega števila senatorjev zaradi obtožb korupcije ali zarota proti njemu in jih zamenjal s svojimi favoriti. Čeprav so njegova dejanja Rim spremenila bolj v vojaško diktaturo, je bil priljubljen med rimskimi državljani, saj je izkoreninil razširjeno korupcijo med Komodovo vladavino. Ko se je vrnil po zmagi nad Parti, je v Rimu postavil Slavolok Septimija Severa.
Po Kasiju Dionu, pa je Sever po letu 197 močno padel pod vpliv svojega pretorijanskega prefekta, Gaja Fulvija Plavcijana, ki je imel skoraj popoln nadzor nad cesarsko upravo. Hkrati je izbruhnila krvava kriza moči med Plavcijanom (Severjevim bratrancem in tesnim prijateljem od mladosti) in Julijo Domno, Severjevo vplivno in močno ženo, kar je imelo relativno uničujoč vpliv na središče moči. Plavcijanova hči Fulvija Plavtila je bila poročena s Severjevim sinom Karakalom. Plavcijanova pretirana moč se je končala leta 204, ko ga je obsodil umirajoči cesarjev brat. Januarja 205 sta Julija Domna in Karakala obtožila Plavcijana, da je načrtoval umor njega in Severja. Močni prefekt je bil usmrčen, medtem ko se je poskušal osebno braniti pred obema cesarjema. Eden od dveh naslednjih prafektov je bil slavni pravnik Papinijan. Usmrtitve senatorjev se niso ustavile: Kasij Dion poroča, da so bili mnogi od njih usmrčeni, nekateri po uradnem sojenju. Po atentatu na Gaja Fulvija Plavcijana se je v preostalem delu vladavine pri upravljanju cesarstva bolj zanašal na nasvete svoje pametne in izobražene žene Julije Domne.

### Vojaške reforme
Po prihodu v Rim leta 193 je Sever odpustil pretorijansko gardo, , ki je umorila Pertinaksa in nato na dražbi prodala Rimsko cesarstvo Didiju Julijanu. Njenim članom so odvzeli ceremonialni oklep in jim pod grožnjo smrti prepovedali približevanje mestu na manj kot 160 km. Sever je staro gardo zamenjal z 10 novimi kohortami, rekrutiranimi izmed veteranov svojih donavskih legij.
Okoli leta 197 je povečal število legij s 30 na 33, z uvedbo treh novih legij: I., II. in III. Parthica. II. legija Parthica je postavila garnizijo v Albanum, le 20 km (12 mi) od Rima.  Svojim vojakom je dal donacijo tisoč sestercev (250 denarijev) vsak, in zvišal letno plačo vojaka v legijah s 300 na 400 denarijev.
Sever je bil prvi rimski cesar, ki je del cesarske vojske namestil v rimski Italiji. Spoznal je, da Rim potrebuje centralno vojaško rezervo, ki bi jo bilo mogoče poslati kamor koli.

### Preganjanje kristjanov
Na začetku Severove vladavine je bila Trajanova politika do kristjanov še vedno v veljavi. To pomeni, da so bili kristjani kaznovani le, če niso želeli častiti cesarja in bogov, vendar jih niso smeli preganjati.  Zato je bilo preganjanje nedosledno, lokalno in občasno. Soočen z notranjimi nesoglasji in zunanjimi grožnjami je Sever čutil potrebo po spodbujanju verske harmonije s spodbujanjem sinkretizma. Verjetno je izdal odlok, ki je kaznoval spreobrnitev v judovstvo in krščanstvo.
Med njegovo vladavino se je v Rimskem cesarstvu zgodilo več preganjanj kristjanov, ki jih je zgodnja krščanska skupnost tradicionalno pripisovala Severu. Severov odlok proti kristjanom je omenjen v Historia Augusta, nezanesljiva mešanica dejstev in fikcije. Zgodnji cerkveni zgodovinar Evzebij je Severja opisal kot preganjalca. Vendar pa je krščanski apologetik Tertulijan izjavil, da je bil Sever naklonjen kristjanom, je za svojega osebnega zdravnika zaposlil kristjana in osebno posredoval, da bi pred drhaljo rešil več visoko rojenih kristjanov, ki jih je poznal. Nekateri učenjaki menijo, da Evzebijev opis Severja kot preganjalca verjetno izhaja zgolj iz dejstva, da so se med njegovo vladavino zgodila številna preganjanja, vključno s tistimi, ki so v rimski martirologiji znani kot mučeniki Madavra, Haralamba in [[Perpetuja in Feliciija v Afriki. Ta so bila verjetno posledica lokalnih preganjanj in ne Severjevih dejanj ali odlokov na ravni celotnega cesarstva.

### Vojaška dejavnost v Afriki
Konec leta 202 je Sever začel pohod v provinci Afriki. Legatlegije III. Auguste Quintus Anicius Faustus se je pet let bojeval proti Garamantom ob limes Tripolitanus. Zajel je več naselij, kot so bila Cydamus, Gholaia, Garbia in njihovo glavno mesto Garama — več kot 600 km (370 mi) južno od Leptis Magne. Povečana je bila tudi provinca Numidija: cesarstvo je priključilo naselja Vescera, Castellum Dimmidi, Gemellae, Thabudeos in Thubunae. Do leta 203 je bila celotna južna meja rimske Afrike dramatično razširjena in ponovno utrjena. Puščavski nomadi niso mogli več varno pleniti notranjosti regije in pobegniti nazaj v Saharo.

### Britanija
Leta 208 je Sever odpotoval v Britanijo z namenom osvojitve Kaledonije. Sodobna arheološka odkritja osvetljujejo obseg in smer njegovega severnega pohoda. Sever je verjetno prispel v Britanijo z vojsko več kot 40.000 mož, saj so nekateri tabori, zgrajeni med njegovim pohodom, lahko sprejeli to število.
Okrepil je Hadrijanov zid in ponovno osvojil Južno višavje do Antoninovega zidu, ki je bil prav tako okrepljen. Sever je nato s svojo vojsko, ki jo je podpirala in oskrbovala močna pomorska sila, prodrl proti severu čez obzidje na kaledonsko ozemlje. Sever je več kot stoletje pozneje po stopinjah generala Gneja Julija Agrikole obnovil in nastanil številne zapuščene rimske utrdbe vzdolž vzhodne obale, kot je rimska utrdba Carpow.
Kasij Dion je v svojem poročilu o invaziji zapisal:
Severus si je zato želel podjarmiti celotno ..., napadel je Kaledonijo. Toda ko je napredoval skozi deželo, je doživel nešteto težav pri sekanju gozdov, izravnavanju višin, zasipavanju močvirij in premoščanju rek; vendar se ni bojeval in ni videl nobenega sovražnika v bojni postavi. Sovražnik je namerno postavil ovce in govedo pred vojake, da bi jih zgrabili, da bi jih zvabili še dlje, dokler se niso izčrpali; kajti voda je Rimljanom povzročala veliko trpljenja in ko so se razkropili, so jih napadli. Nato so jih, ker niso mogli hoditi, pobili njihovi lastni možje, da bi se izognili ujetju, tako da je umrlo kar petdeset tisoč ljudi. Toda Sever ni odnehal, dokler se ni približal skrajnemu koncu otoka. Tukaj je zelo natančno opazoval spreminjanje gibanja sonca ter dolžino dni in noči poleti oziroma pozimi. Ko so ga tako prepeljali skozi praktično celotno sovražno deželo (saj so ga zaradi bolezni večino poti dejansko prevažali v pokritih nosilnicah), se je vrnil na prijateljski del, potem ko je Britance prisilil k sporazumu, pod pogojem, da zapustijo velik del svojega ozemlja.
Do leta 210 je Severus s svojimi kampanjami dosegel znatne uspehe kljub kaledonski gverilski taktiki in domnevno velikim rimskim žrtvam. Kaledonci so zaprosili za mir, ki ga je Sever odobril pod pogojem, da se odpovejo nadzoru nad Osrednjim nižavjem (današnje Škotske), kar dokazujejo obsežne utrdbe iz obdobja Severja. Kaledonci, ki so trpeli pomanjkanje zalog in so menili, da je njihov položaj obupen, so se pozneje istega leta uprli z Maeati. Sever se je pripravljal na še en dolgotrajen pohod znotraj Kaledonije. Zdaj je bil odločen iztrebiti Kaledonce in svojim vojakom naročil: »Nihče naj ne ubeži čistemu uničenju, nihče našim rokam, niti dojenček v maternici maternice, če je moški; naj kljub temu ne ubeži čistemu uničenju.«

## Smrt
Severjeva kampanja je bila prekinjena, ko je zbolel. Umaknil se je v Eborakum (sodobni York, Anglija) in tam umrl leta 211. Čeprav je njegov sin Karakala nadaljeval s pohodi naslednje leto, se je kmalu dogovoril za mir. Rimljani niso nikoli več prodrli globoko v Kaledonijo. Kmalu zatem je bila meja trajno umaknjena proti jugu do Hadrijanovega zidu.
Severus naj bi svojim sinovom pred smrtjo 4. februarja 211 svetoval: "Bodita harmonična, bogatita vojake, prezirajta vse druge". Po smrti je senat Severja razglasil za božanskega, nasledila pa sta ga sinova, Karakala in Geta, ki jima je svetovala njegova žena Julija Domna. Sever je bil pokopan v Hadrijanovem mavzoleju v Rimu.
- Velik bronasti kip Septimija Severja, upodobljen v junaški goloti, Ciprski muzej.
- Septimij Sever na smrtni postelji poleg sina Karakale, delo Jean-Baptiste Greuze (ok. 1769).

## Ocena in zapuščina
Do konca njegove vladavine je Rimsko cesarstvo doseglo obseg več kot 52 milijonov kvadratnih kilometrov, kar znanstveniki, kot so David L. Kennedy, Lukas De Blois in Derrick Riley navajajo, da je cesarstvo razširilo do njegovega največjega fizičnega obsega.
Edward Gibbon je izrekel znano ostro obtožbo Septimija Severja kot glavnega povzročitelja propada cesarstva. "Sodobniki Severja so v miru in slavi njegove vladavine odpustili krutosti, s katerimi je bila uvedena. Potomci, ki so izkusili usodne posledice njegovih maksim in zgleda, so ga upravičeno imeli za glavnega povzročitelja propada rimskega cesarstva." Po Gibbonu »njegove drzne ambicije [...] niso nikoli odvrnile od ustaljene poti zaradi privlačnosti užitka, strahu pred nevarnostjo ali čustev človeštva.« Njegova širitev Tripolitanus je zagotovila Afriko, kmetijsko bazo cesarstva, kjer se je rodil. Njegova zmaga nad Partskim cesarstvom je bila za nekaj časa odločilna, saj je cesarstvu zagotovila Nisibis in Singaro]ter vzpostavila status quo rimske prevlade v regiji do leta 251. Njegovo politiko razširjene in bolje nagrajene vojske sta kritizirala njegova sodobnika Kasij Dion in Herodijan: zlasti sta opozarjala na naraščajoče breme v obliki davkov in storitev, ki ga je moralo civilno prebivalstvo nositi za vzdrževanje nove in bolje plačane vojske. Veliko in nenehno povečevanje vojaških izdatkov je povzročalo težave vsem njegovim naslednikom.
Da bi ohranil svojo povečano vojsko, je razvrednotil rimski denar. Po svojem prihodu na prestol je zmanjšal čistost srebra v denariju z 81,5 % na 78,5 %, čeprav se je teža srebra dejansko povečala, z 2,40 grama na 2,46 grama. Kljub temu je naslednje leto denarij zaradi naraščajočih vojaških izdatkov ponovno razvrednotil. Čistost srebra se je zmanjšala z 78,5 % na 64,5 % – teža srebra se je znižala z 2,46 grama na 1,98 grama. Leta 196 je ponovno zmanjšal čistost in težo srebra denarija na 54 % oziroma 1,82 grama. Severovo razvrednotenje valute je bilo največje od vladavine Nerona, kar je ogrozilo dolgoročno moč gospodarstva.
Sever se je odlikoval tudi po svojih stavbah. Poleg slavoloka Septimija Severja v Rimskem forumu, ki nosi njegovo polno ime, je zgradil tudi Septizodium v Rimu. Obogatil je svoje rojstno mesto Leptis Magna, vključno z naročilom slavoloka ob njegovem obisku leta 203.